# Kladno-Vrapice (železniční zastávka)
Kladno-Vrapice jsou železniční zastávka (dříve železniční stanice) v kladenském předměstí Vrapice. Leží v km 9,202 jednokolejné neelektrizované železniční trati Kralupy nad Vltavou – Kladno mezi stanicemi Brandýsek a Kladno-Dubí.

## Historie
Původní nákladiště bylo vystavěno společnosti Buštěhradská dráha (BEB) ze směru z Kralupy nad Vltavou, kudy od roku 1850 procházela trať společnosti Severní státní dráha (NStB) spojující Prahu a Drážďany, do Kladna, pravidelný provoz zde byl zahájen 16. listopadu 1855. Do roku 1918 nesla název Buschtiehrad, v meziválečném období 1918–1939 Buštěhrad, v období druhé světové války Buschtiehrad/Buštěhrad, po válce do roku 1953 Buštěhrad a pak Kladno-Vrapice. V roce 1925 byla stanice změněna na zastávku.

## Historie stanice/zastávky
Z nákladiště vedla kilometr dlouhá vlečka k dolu Vítek v katastrálním území Cvrčkovice. V roce 1856 byla vlečka prodloužena o 300 m k dolu Marie Antonie a v roce 1876 byla na vítkovickou vlečku napojena dva kilometry dlouhá vlečka k dolu Ferdinand (Prago II).

### Výpravní budova
V roce 1868 byla BEB postavena malá výpravní budova, která nahradila dosavadní dvojitý strážní domek, ten byl později zbořen. Výpravní budova byla později rekonstruována na obytný dům, který byl později také srovnán se zemí a nahrazen přístřeškem.

## Popis zastávky
V zastávce je u traťové koleje vybudováno vnější jednostranné nástupiště o délce 60 m s živičným povrchem a pevnou hranou ve výšce 550 mm nad temenem kolejnice. Cestujícím je k dispozici přístřešek.

## Provoz
V GVD 2024 zde zastavovaly pouze dva páry osobních vlaků denně. Jeden pár dopoledne ve směru Praha-Dejvice a druhý pár odpoledne ve směru Kralupy nad Vltavou. Pro tyto spoje se jednalo o zastávku na znamení.